# Graning
Graning este o arie protejată (sit de importanță comunitară — SCI) din Germania întinsă pe o suprafață de 475,85 ha, integral pe uscat.

## Localizare
Centrul sitului Graning este situat la coordonatele 52°25′28″N 14°17′17″E / 52.4244°N 14.2881°E.

## Înființare
Situl Graning a fost declarat sit de importanță comunitară în martie 2004 pentru a proteja 3 specii de animale.

## Biodiversitate
Situată în ecoregiunea continentală, aria protejată conține 1 habitat natural: Lacuri eutrofice naturale cu vegetație de tip Magnopotamion sau Hydrocharition.
La baza desemnării sitului se află mai multe specii protejate:
- amfibieni (2): buhai de baltă cu burta roșie (Bombina bombina), triton cu creastă (Triturus cristatus)
- mamifere (1): vidră de râu (Lutra lutra)

Pe lângă speciile protejate, pe teritoriul sitului au mai fost identificate 9 specii de plante, 1 specie de amfibieni.